# Osp
Osp (italienisch Ospo) ist ein istrisches Dorf im Südwesten Sloweniens mit etwa 180 Einwohnern. Es gehört zur Stadtgemeinde Koper in der Region Primorska und liegt unweit der italienischen Grenze.

## Geografie

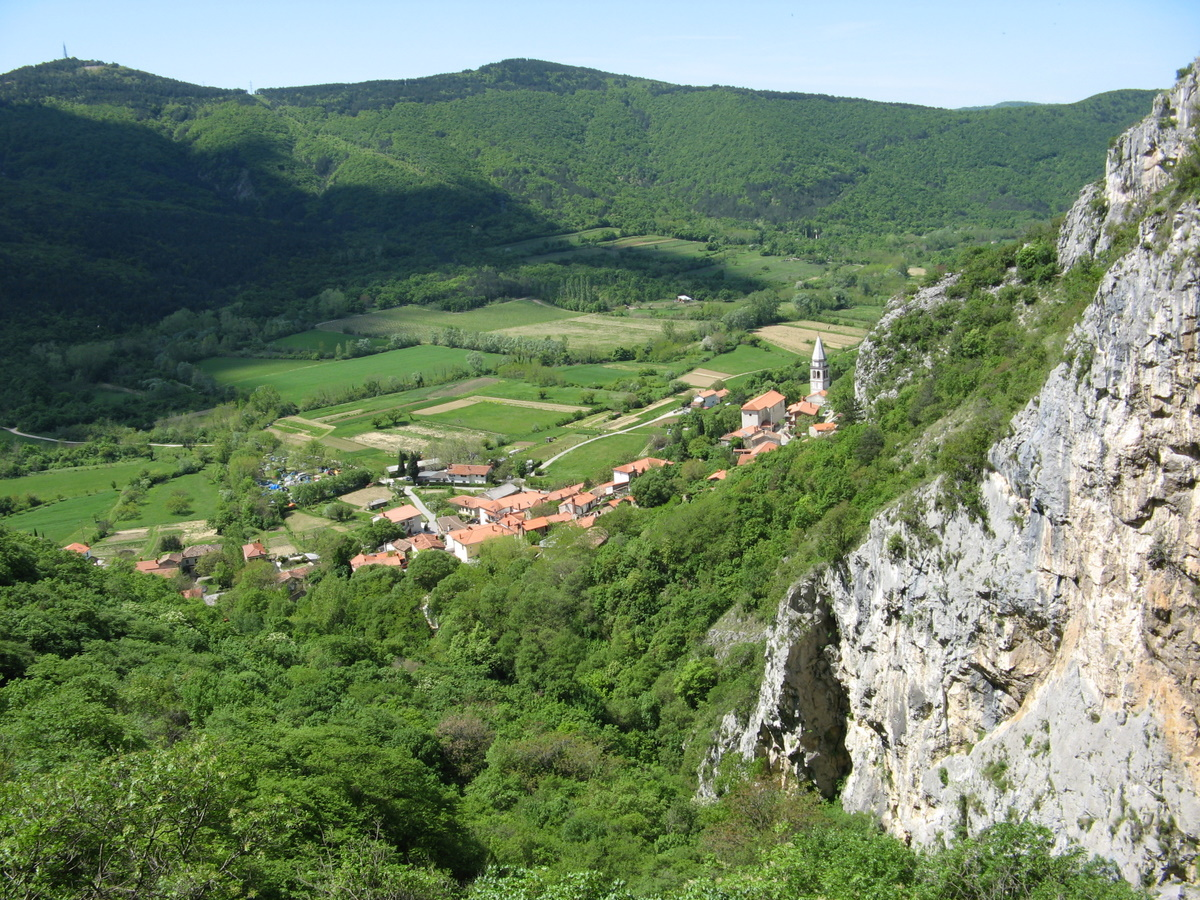
Blick von den Felswänden auf Osp

Das vom etwas oberhalb aus der Karsthöhle Osapska jama (auch: Grad) entspringenden Bach Osapska reka geformte Tal führt durch den Karst von Črni Kal bis zur Adriaküste bei Muggia, wo der Bach ins Meer mündet. Die unmittelbare Umgebung des Ortes ist für ihre über 200 Meter hohen Felswände (Osapska stena) bekannt, die auch bei Freeclimbern beliebt sind und zudem über zahlreiche Höhlen verfügen, die in Kriegszeiten von der Bevölkerung der Umgebung als Versteck genutzt wurden.
Durch den Ort führt die Regionalstraße 627 von Črni Kal über die Grenze nach Muggia südlich von Triest. Die nächste Autobahnauffahrt auf die A1 ist Črni Kal etwa drei Kilometer südlich von Osp. Das Stadtzentrum von Koper ist etwa 14 km entfernt.

## Geschichte
Osp ist eines der ältesten bekannten Dörfer Sloweniens und wurde erstmals 1067 im Zusammenhang mit einer königlichen Schenkung an das Bistum Freising urkundlich erwähnt. Im Jahr 1818 wurde hier die erste slowenische Grundschule Istriens eröffnet.
Die Pfarrkirche von Osp ist dem Heiligen Petrus geweiht.

## Galerie

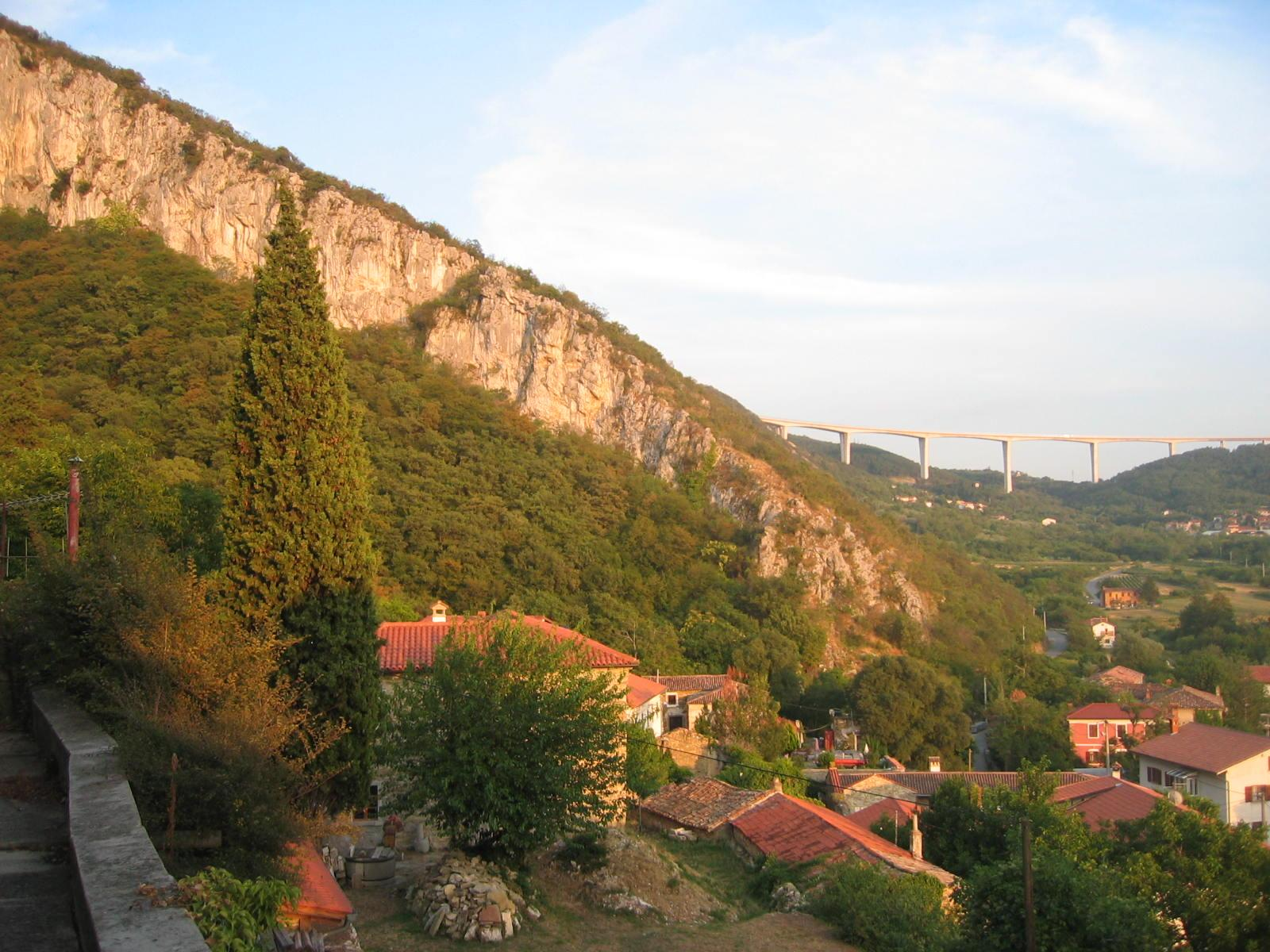
Ortsansicht mit dem Autobahnviadukt von Črni Kal im Hintergrund
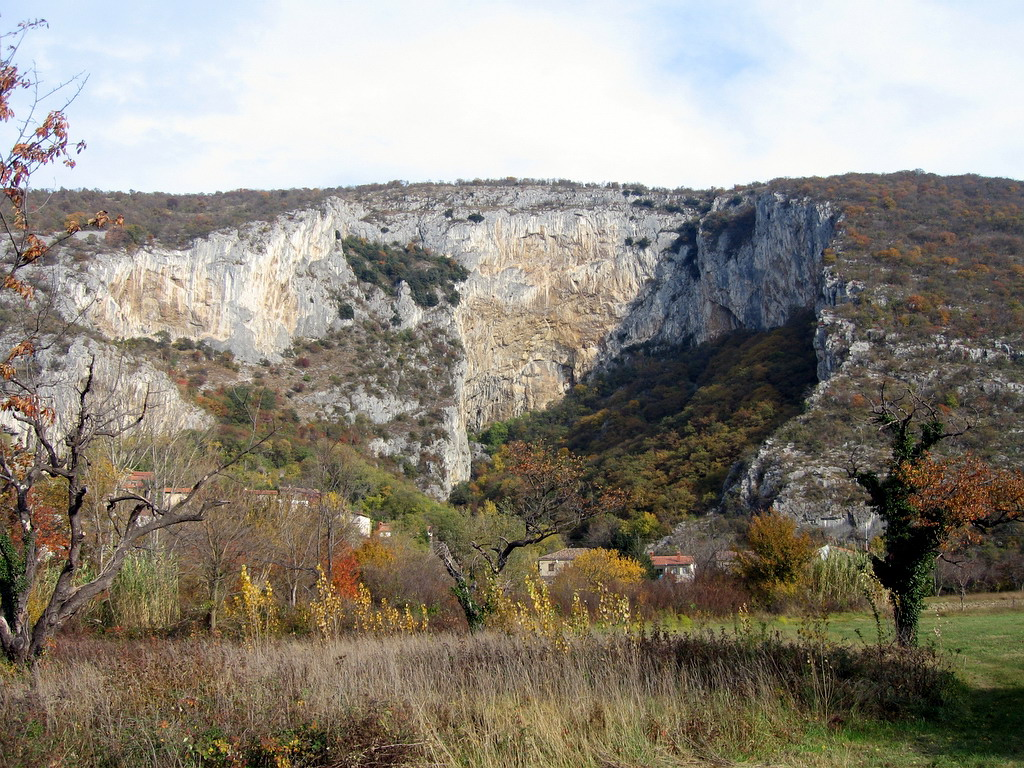
Felswände oberhalb des Dorfes